# Батені
Бате́ні (рос. Батени) — присілок у складі Ісетського району Тюменської області, Росія.
Населення — 125 осіб (2010, 189 у 2002).
Національний склад станом на 2002 рік:
- росіяни — 91 %